# باگرات هوهانیسیان
باگرات گالوستی هوهانیسیان (ارمنی: Բագրատ Գալուստի Հովհաննիսյան؛  ۱۳ اوت ۱۹۲۹ – ۶ آوریل ۱۹۹۰) یک کارگردان فیلم، فیلم‌نامه‌نویس، بازیگر اهل ارمنستان است. وی بین سال‌های ۱۹۶۹ تا ۱۹۹۰ میلادی فعالیت می‌کرد.

## زندگی‌نامه
وی در ۱۳ اوت ۱۹۲۹ در باکو به دنیا آمد و از دانشگاه دولتی ایروان فارغ‌التحصیل شد. آناهیت قوکاسیان همسر وی بود. وی همچنین برندهٔ جوایزی همچون چهره هنری شایسته جمهوری ارمنستان شده است. وی در ۶ آوریل ۱۹۹۰ در سن ۶۰ سالگی در ایروان درگذشت.

## گزیده فیلمشناسی
از فیلم‌ها یا برنامه‌های تلویزیونی که وی در آن نقش داشته است می‌توان به آفتاب پاییزی (۱۹۷۷)، قلب من در کوهساران (۱۹۷۵) اشاره کرد.